# 上四方固

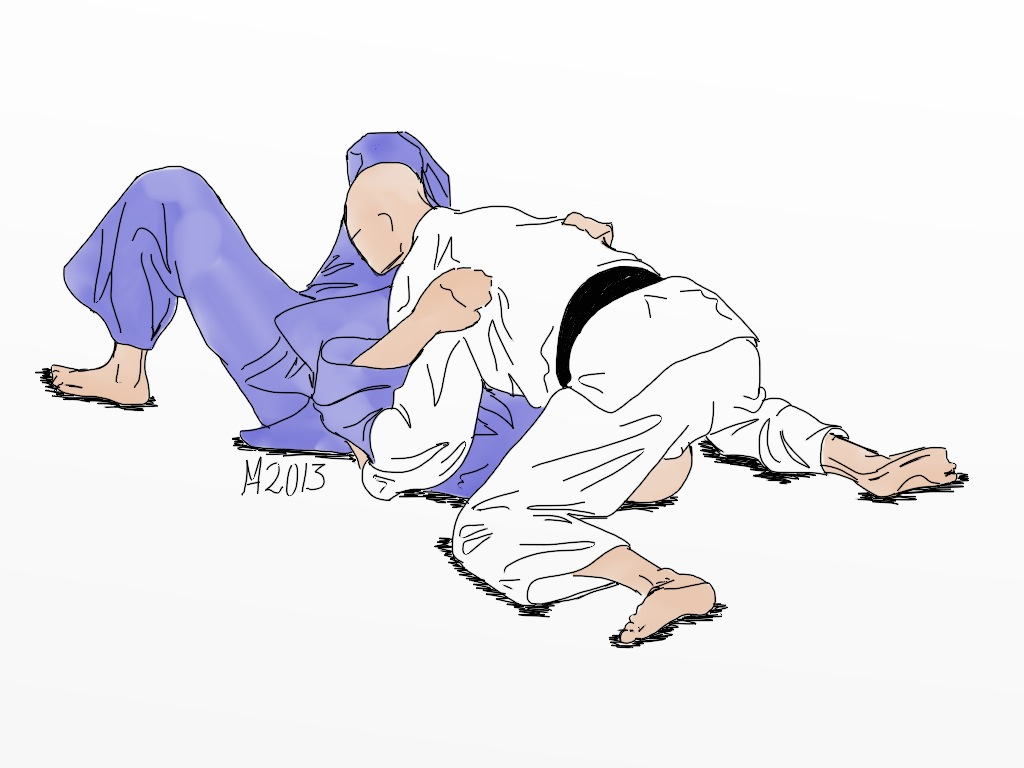
上四方固の基本形のイラスト

上四方固（かみしほうがため）は、柔道の固技の抑込技の一つ。ノースサウス・ポジション (North-south position) の一種。講道館や国際柔道連盟 (IJF) での正式名。IJF略号KSH。別名正上四方固（せいかみしほうがため）、本上四方固（ほんかみしほうがため）。

## 概要
仰向けにした相手の頭上側から相手に乗り被さり、相手の両肩または両腕の外側から、抱き着く様に、自分の両腕で制し抑え込む技。両手で相手の両横帯や両襟を取って、腋をしめて抑える。相手の頭上側から相手を抑え込んでいるが、袈裟に抑えこんでる場合は後袈裟固、相手の両帯か両襟を持っていない場合は崩上四方固となる。
基本形は相手の両横帯を持っ。別名腰四方固（こししほうがため）。

## 変化
相手の両横襟を持っての上四方固もある。講道館は1993年のビデオ『講道館柔道 固技 分類と名称』でこれは上四方固だとしている。